# Tijuanai nemzetközi repülőtér
A Tijuanai nemzetközi repülőtér (spanyol nyelven: Aeropuerto Internacional General Abelardo L. Rodríguez) (IATA: TIJ, ICAO: MMTJ) Mexikó egyik jelentős nemzetközi repülőtere, amely Tijuana közelében található. Éves utasforgalma 12 324 600 fő (2022). A repülőtér Mexikó 4., Észak-Amerika 44. legforgalmasabb repülőtere volt 2022-ben.

## Légitársaságok és úticélok

### Személy
2024-ben a Tijuanai nemzetközi repülőtérről az alábbi járatok indulnak:
| Légitársaság         | Célállomások |
| -------------------- | --- |
| Aeroméxico           | Mexico City Szezonális: Guadalajara |
| American Eagle       | Phoenix–Sky Harbor |
| Hainan Airlines      | Beijing–Capital |
| Mexicana de Aviación | Mexico City–AIFA |
| Viva Aerobus         | Cancún, Culiacán, Guadalajara, León/Del Bajío, Mazatlán, Mérida (kezdődik 2024. november 3-tól), Mexico City, Mexico City–AIFA, Monterrey, Morelia, Oaxaca, Puebla, Puerto Vallarta, San José del Cabo, Tulum |
| Volaris              | Acapulco, Aguascalientes, Cancún, Chihuahua, Ciudad Juárez, Ciudad Obregón, Colima, Culiacán, Durango, Guadalajara, Hermosillo, Huatulco, Ixtapa/Zihuatanejo, La Paz, Las Vegas (kezdődik 2024. október 29-től), León/Del Bajío, Loreto, Los Mochis, Mazatlán, Mérida, Mexico City, Mexico City–AIFA, Monterrey, Morelia, Oaxaca, Puebla, Puerto Escondido, Puerto Vallarta, Querétaro, San José del Cabo, San Luis Potosí, Tapachula, Tepic, Toluca/Mexico City, Torreón/Gómez Palacio, Tuxtla Gutiérrez, Uruapan, Veracruz, Villahermosa, Zacatecas |

↑ 1 1 Viva Aerobus flight to Mérida makes a stopover in Monterrey.

### Cargo
2024-ben a Tijuanai nemzetközi repülőtérről az alábbi járatok indulnak:
| Légitársaság                        | Célállomások                      |
| ----------------------------------- | --------------------------------- |
| Aeronaves TSM                       | Hermosillo, Querétaro             |
| AeroUnion                           | Mexico City–AIFA                  |
| China Southern Cargo                | Mexico City–AIFA, Shanghai–Pudong |
| Estafeta                            | Culiacán, Hermosillo              |
| IFL Group Operated for FedEx Feeder | San Diego                         |
| TUM AeroCarga                       | Guadalajara, Hermosillo, Toluca   |

## Futópályák
A repülőtér futópályái:
- 09/27 (2960 m, aszfaltbeton)

## Forgalom
Az utasforgalom az elmúlt években az alábbi módon változott:
| Utasok száma | 3 190 179 | 3 392 024 | 3 744 504 | 3 394 585 | 3 488 338 | 4 255 235 | 4 853 797 | 7 823 744 | 6 316 600 | 12 324 600 |
|              | 2002      | 2004      | 2006      | 2009      | 2011      | 2013      | 2015      | 2018      | 2020      | 2022       |